# تشرنايا بالكا
تشرنايا بالكا، حديقة نباتية تسمى أيضا بزاكازنيك وهي إحدا مناطق المحمية في الاتحادية الروسية. تم إنشاء الحديقة في 22 سبتمبر 1977 بالقرب من مستوطنة بولايا بالقرب من كاكيشف في روستوف أوبلاست و تعتبر مواقعا لجذب السياح في منطقته.

## جغرافية
يقع على الضفة اليمنى لنهر دونيت ، جنوب غرب بوغاتوف، في روستوف أوبلاست. على مساحة 212.67 هكتار.
المكان هو نوع من السهوب المشجرة في التربة السوداء.

## النباتات والحيوانات
حوالي عشرين نوعا من الأشجار وأكثر من مائة نوع من النباتات العشبية تعيش في الحديقة.
يتكون سهل الغابة من غابات البلوط، (قيقب حقلي وقيقب تتري), والغابات العشبية  (دنبان حرجي وعائق خلاب).  ولكن أيضا أكثر من 150 نوعا من النباتات الوعائية مسجلة. 11 مكتوبة في الكتاب الأحمر لروستوف أوبلاست من بينها، هناك عذم جميل
.
 الحيوانات متنوعة. يمكن العثور على الخنازير البرية ، واليحمور أوروبي ، والقواع أوروبي ، والثعالب، والحجل الرمادي، والبايك الشمالي، والوز والغزلان الأحمر.